# Heodes gaudeolus
Heodes gaudeolus är en fjärilsart som beskrevs av Hans Fruhstorfer 1909. Heodes gaudeolus ingår i släktet Heodes och familjen juvelvingar. Inga underarter finns listade i Catalogue of Life.